# Westerbork (dorp)
Westerbork (Drents: Börk) is een brinkdorp in de gemeente Midden-Drenthe, in de Nederlandse provincie Drenthe. Tot 1998 was het een zelfstandige gemeente, waartoe naast Westerbork onder andere plaatsen als Elp, Eursinge, Mantinge, Orvelte en Zwiggelte behoorden.

## Geografie
Ten oosten van het dorp ligt het Reijntjesveld.
Dichter bij Hooghalen dan bij Westerbork bevindt zich het voormalige Kamp Westerbork, van waaruit meer dan 100.000 mensen in de Tweede Wereldoorlog gedeporteerd zijn naar vernietigingskampen. Deels op het terrein van het voormalige kamp bevinden zich veertien radiotelescopen, die samen de Westerbork Synthese Radio Telescoop vormen.

## Cultuur

### Musea
Sinds 2018 is het Apple Museum Nederland in Westerbork gevestigd. In dit museum staan Apple computers die teruggaan tot het jaar 1976. De computers zijn in werking en mogen door bezoekers worden bediend.
Het Museum van Papierknipkunst presenteert nationale en internationale papierknipkunst van bekende en minder bekende kunstenaars uit 3 eeuwen.

## Geboren in Westerbork
- Usman Santi (1954), advocaat en politicus
- Cees Mager (1962), industrieel ontwerper
- Johan Bruinsma (1976), wielrenner
- Wytze Kooistra (1982), volleyballer

## Sport en spel
Westerbork heeft een voetbalvereniging met meer dan 400 leden. Vv VKW speelt in het seizoen 2019-2020 in de Eerste klasse op zondag.
Verdere sportclubs zijn o.a. handbalvereniging SVWW,  volleybalvereniging Quinto, gymvereniging VKW, zwemvereniging de Valken en paardensportvereniging Westerbork.